# Soltera codiciada 2
Soltera codiciada 2 es una película de comedia peruana-argentina de 2023 dirigida por Joanna Lombardi y escrita por María José Osorio. Es una secuela de la película de 2018 Soltera codiciada. Una vez más, está protagonizada por Gisela Ponce de León, Karina Jordán y Jely Reátegui, acompañadas por Salvador del Solar, Norma Martínez, Jason Day, Andrés Salas, Carlos Carlín, el actor mexicano Christopher von Uckermann y la actriz colombiana Ana María Orozco. Está basada en el blog y libro del mismo nombre de María José Osorio. Se estrenó el 6 de julio de 2023 en cines peruanos.

## Sinopsis
María Fe atraviesa una crisis existencial debido a que su carrera profesional se vio truncada por una pandemia que la obligó a regresar a casa de sus padres mucho tiempo después de dejarla. Ahora con la presión de la editorial donde trabaja y con el estrés de una fecha de entrega cada vez más cercana, se verá en la obligación de retomar su carrera con el fin de terminar su segundo libro, cueste lo que cueste. Ella afrontará sus dilemas como lo haría cualquier mujer madura, sensata y inteligente: meterse con el tipo equivocado.

## Reparto
- Gisela Ponce de León como María Fe
- Karina Jordán como Natalia
- Jely Reátegui como Carolina
- Christopher von Uckermann como Santiago
- Carlos Carlín como Ramiro
- Jason Day
- Andrés Salas
- Salvador del Solar
- Norma Martínez
- Ana María Orozco

## Producción
A fines de 2021, a la creadora de la historia, María José Osorio, se le ocurrió la idea de desarrollar una secuela de Soltera codiciada que terminó consolidándose a fines de ese mismo año bajo la productora El Árbol Azul.

### Filmación
La fotografía principal comenzó el 20 de noviembre de 2022 y finalizó 5 semanas después.

### Premios y nominaciones
| Año  | Premio / Festival | Categoría      | Recipiente           | Resultado | Ref.   |
| ---- | ----------------- | -------------- | -------------------- | --------- | ------ |
| 2024 | Premios Luces     | Mejor película | Soltera codiciada 2  | Nominada  | [ 12 ] |
| 2024 | Premios Luces     | Mejor actriz   | Gisela Ponce de León | Nominada  | [ 12 ] |